# Lista dos agraciados com o Prêmio Internacional de Jornalismo Rei de Espanha
Esta lista relaciona os vencedores do Prêmio Internacional de Jornalismo Rei de Espanha, bem como os membros do júri e local de julgamento, bem como a data da entrega aos ganhadores, em todas as suas edições, a partir de 1983.

## 1983
A primeira edição do Prêmio teve o julgamento em Madri, a 5 de outubro de 1983, e a entrega em 14 de dezembro do mesmo ano.
| Jurado                      | Função         | País       | Observação                                                  |
| --------------------------- | -------------- | ---------- | ----------------------------------------------------------- |
| Luis Yáñez-Barnuevo         | Presidente     | Espanha    | Presidente do ICI (Instituto de Cooperación Iberoamericana) |
| Ricardo Utrilla Carlón      | Vicepresidente | Espanha    | Presidente da Agencia EFE                                   |
| Oscar Alarcón Núñez         | Vogal          | Colômbia   | Presidente do Círculo de Periodistas de Bogotá              |
| Rolando Angulo Zeledón      | Vogal          | Costa Rica | Membro do Colegio Profesional de Periodistas de Costa Rica  |
| Carlos Mora Herman          | Vogal          | Cuba       | Membro da Unión de Periodistas de Cuba                      |
| José Tomás Reveco Venezuela | Vogal          | Chile      | Membro do Colegio de Periodistas de Chile                   |
| Marcelo Ceballos Rosales    | Vogal          | Equador    | Membro da Federación Nacional de Periodistas de Ecuador     |
| Vicente Royo Masiá          | Secretário     | Espanha    | Assessor Jurídico da Agência EFE                            |

Vencedores
| Prêmio                      | Vencedor               | País      | Observação                                                                             |
| --------------------------- | ---------------------- | --------- | -------------------------------------------------------------------------------------- |
| Prêmio americano            | Jacobo Zabludovsky     | México    | Pelo programa "Hernán Cortés, ¿héroe o villano?", da série "Contrapunto", da Televisa. |
| Melhor Trabalho Informativo | Emilio Filippi Muratto | Chile     | Pela série de artigos editoriais no Jornal Hoy                                         |
| Melhor Reportagem           | Marcos Wilson          | Brasil    | Pelo trabalho "A Tragédia Argentina", da Folha de S.Paulo.                             |
| Melhor Fotografia           | Marcelo Ranea          | Argentina | Pelo trabalho "Madres de la Plaza de Mayo", da agência DYN                             |

Receberam menções especiais:
- Conrado Hernández, dos EUA, por "Desheredados y vagabundos en Nueva York", publicado no diário "La Prensa" de Nova York.
- Aquije Valdés (Peru), pela fotografia "Colegiala herida en una pierna", publicada no diário "La República" de Lima.
- Peña Caychigua (Peru), pela fotografia "Inundación en Chimbote", publicada no diário "Expreso" de Lima.

## 1984
A segunda edição do Prêmio teve o julgamento na Cidade do México, a 9 de outubro de 1984, e sua entrega em 11 de dezembro do mesmo ano.
| Jurado                       | Função         | País        | Observação                                                                                           |
| ---------------------------- | -------------- | ----------- | --- |
| Ricardo Utrilla Carlón       | Presidente     | Espanha     | Presidente da EFE                                                                                    |
| Inocencio Félix Arias Llamas | Vicepresidente | Espanha     | Vice-Presidente do ICI                                                                               |
| José Luis Urrutia            | Vogal          | El Salvador | Presidente da Asociación de Periodistas de El Salvador                                               |
| Homero Valencia              | Vogal          | Espanha     | Segundo Vice-Presidente da Asociación de la Prensa de Madrid                                         |
| Guillermo Martínez           | Vogal          | EUA         | Primeiro Vice-Presidente da Asociación Nacional de Periodistas Hispanos de Estados Unidos de América |
| Alejandro R. Roces           | Vogal          | Filipinas   | _ |
| Mauricio Barrera             | Vogal          | Guatemala   | Vice-presidente da Asociación de Periodistas de Guatemala                                            |
| Maria del Rosario de la Rica | Secretária     | Espanha     | Chefe de Gabinete da Presidência da Agência EFE                                                      |

Vencedores
| Prêmio                      | Vencedor                       | País       | Observação |
| --------------------------- | ------------------------------ | ---------- | --- |
| Prêmio americano            | Rafael Castro Pereda           | Porto Rico | Pelos trabalhos intitulados "Perspectiva", publicados no diário "Nuevo Día", de San Juan de Puerto Rico.          |
| Melhor Trabalho Informativo | José Rodríguez Elizondo        | Peru       | Pela série de artigos sobre a situação política em vários países da América Latina, na revista "Caretas" de Lima. |
| Melhor Reportagem           | Laura Furcic e Miguel Schapira | Venezuela  | Pelo trabalho "El imperio de la droga", no programa "Perspectiva", transmitido pela Venezolana de Televisión.     |
| Melhor Fotografia           | Declarado vago                 | _          | _ |

Receberam menções especiais:
- Jacobo Zabludovsky (México), pela série "Colón, ¿quién lo descubrió?", no programa "Contrapunto", da "Televisa".
- José Gramunt de Moragas (Bolívia), por seu trabalho à frente da Agência Fides.
- Alejandro Bluth, Juan Miguel Petit e Manuel Flores Mora (Uruguai), pelo trabalho chamado "El caso Roslik", publicado no semanário "Jaque", de Montevidéu.
- Román Cordero Márquez (Bolívia), pelos trabalhos sobre o sequestro e posterior libertação do presidente Hernán Siles Suazo, publicados na imprensa de todo o mundo.

Menção honrosa:
- Willy Retto Torres (Peru), pela sequência fotográfica da matança de jornalistas em Ayacucho, Peru. Willy Retto perdeu a vida realizando esta reportagem fotográfica.